# 帯状回
帯状回（たいじょうかい、英: cingulum, cingulate gyrus、CG）は、大脳の内側面において、脳梁の辺縁を前後方向に走る脳回。帯状皮質（たいじょうひしつ、英: cingulate cortex、CC）とも呼ばれる。領域の下端が脳梁溝で、領域の上端が帯状溝で区切られる。

## 機能
帯状回は大脳辺縁系の各部位を結びつける役割を果たしており、感情の形成と処理、学習と記憶に関わりを持つ部位である。また前部帯状回（後述）は、不適切な無意識的プライミングの抑制に必要な、実効制御（executive control）と関わりを持つことが知られている。また呼吸器系の調整とも関わりを持つ。

## 解剖
帯状回はブロードマンの脳地図における、23野、24野、26野、29野、30野、31野、32野におおよそあたる。26野、29野、30野は一般に膨大後部皮質という名称で呼ばれる。

### 区分
- 帯状膝下野 25野
- 前部帯状回 24野、32野、33野
- 後部帯状回 23野、31野
- 膨大後部皮質 26野、29野、30野

### 接続
帯状回は視床の前核および新皮質領域、そして大脳皮質の体性感覚皮質領域からの入力を受けている。
また帯状回の下部は、帯状束という白質繊維の束があり、大脳辺縁系の各領域を結びつける役割を果たしている。帯状束は、矢状方向（体の前後方向）で脳梁に沿いながら、前部帯状回、後部帯状回、海馬傍回を連絡している。

## 画像

帯状回の位置を様々な角度から見た動画。赤く塗られている所が左大脳半球の帯状回。帯状回は大脳の内側面、脳梁の周囲を囲む領域。
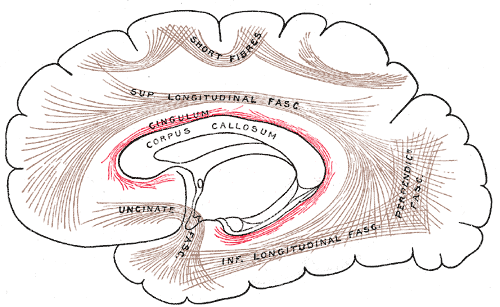
帯状束（赤色で示す部分）。前部帯状回、後部帯状回、海馬傍回を連絡する白質繊維。

### 周辺の脳溝

帯状溝。帯状回の吻側上方の境界を定める脳溝。
頭頂下溝。帯状回の尾側上方および後方の境界を定める脳溝。
頭頂後頭溝。帯状回の後方の境界を定める脳溝。
脳梁溝。帯状回の下方の境界を定める脳溝。

### ブロードマン領野

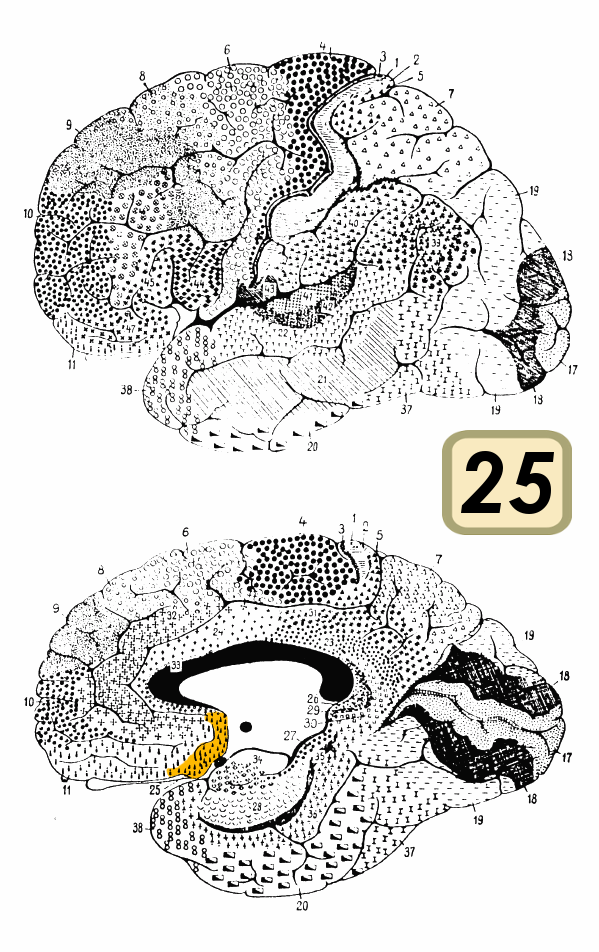
ブロードマンの脳地図における25野。
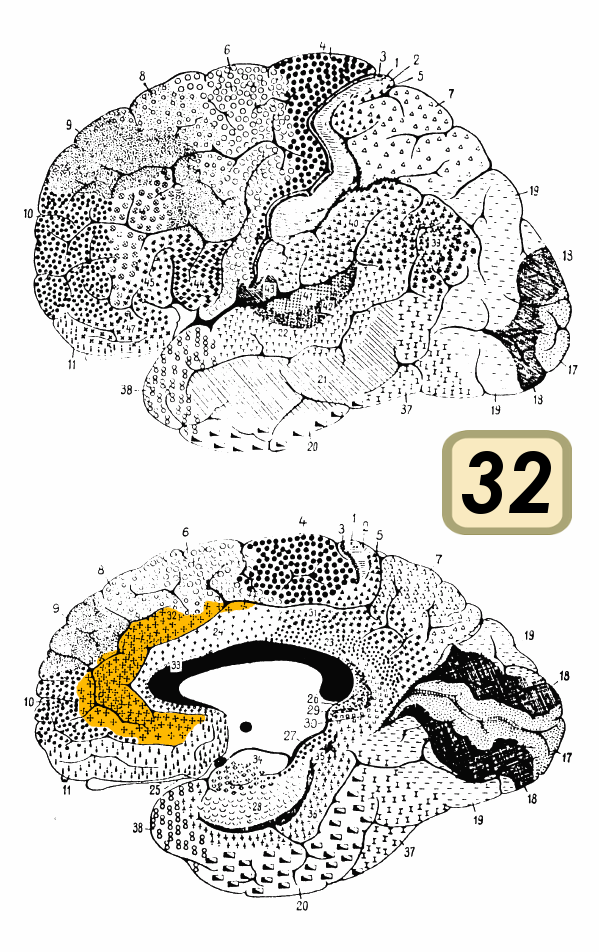
ブロードマンの脳地図における32野。
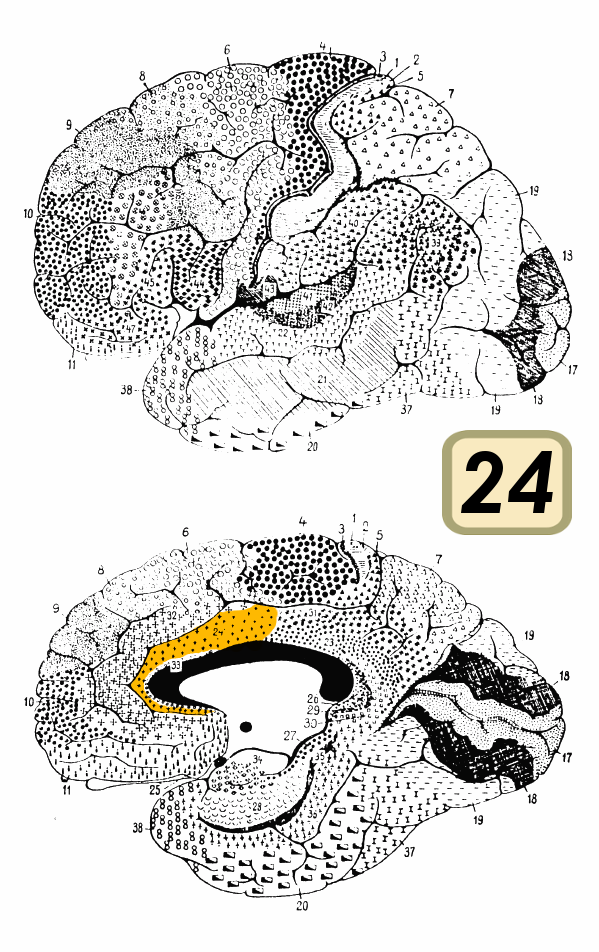
ブロードマンの脳地図における24野。
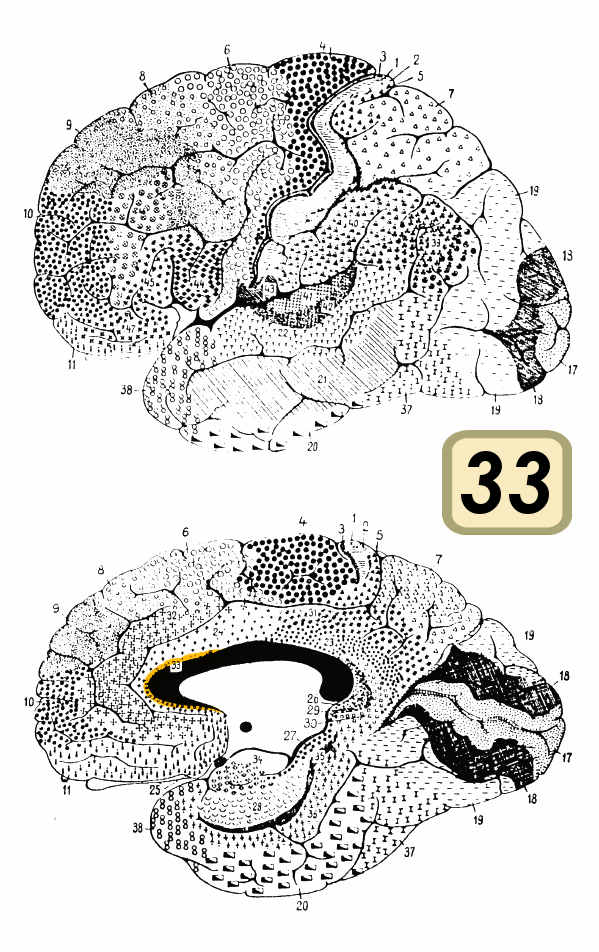
ブロードマンの脳地図における33野。
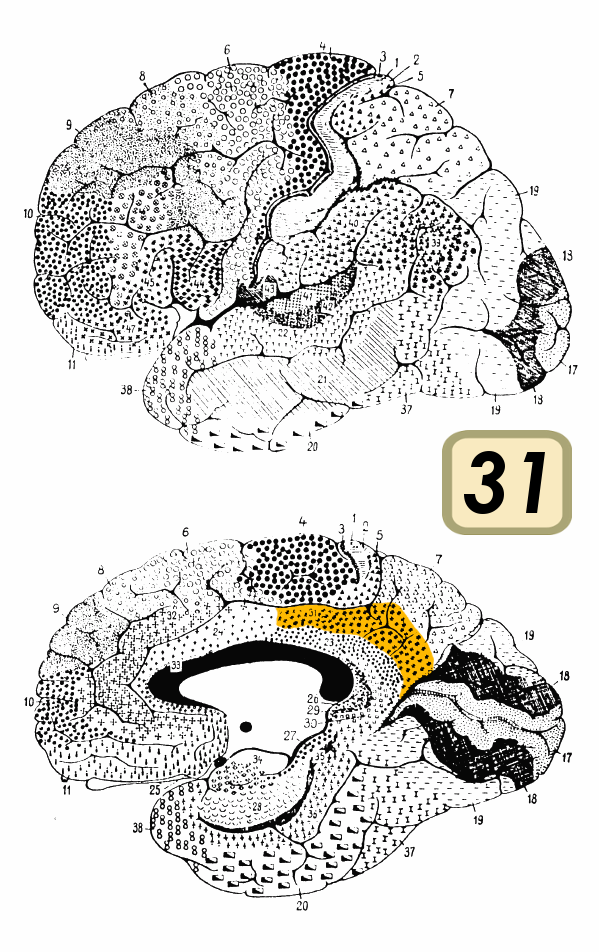
ブロードマンの脳地図における31野。
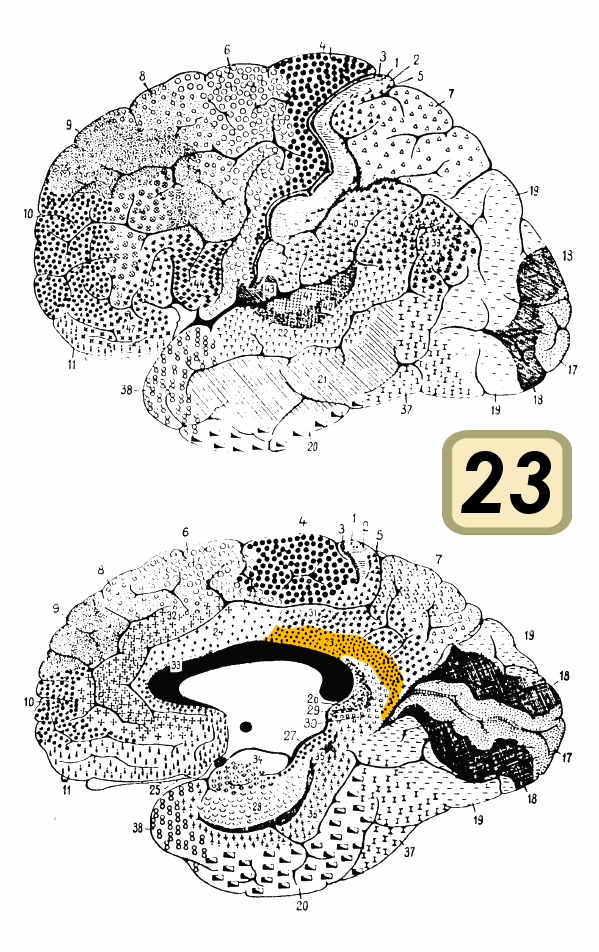
ブロードマンの脳地図における23野。
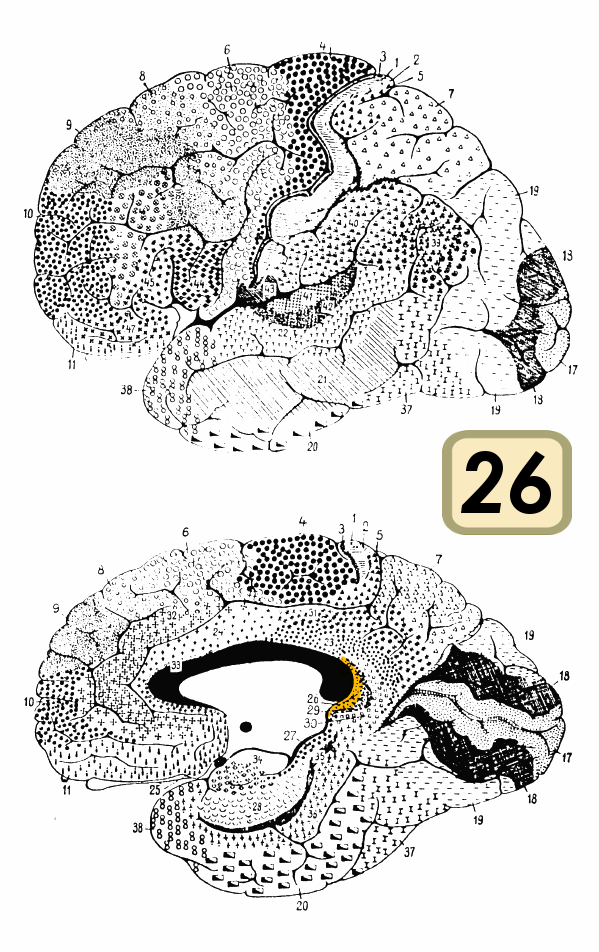
ブロードマンの脳地図における26野。
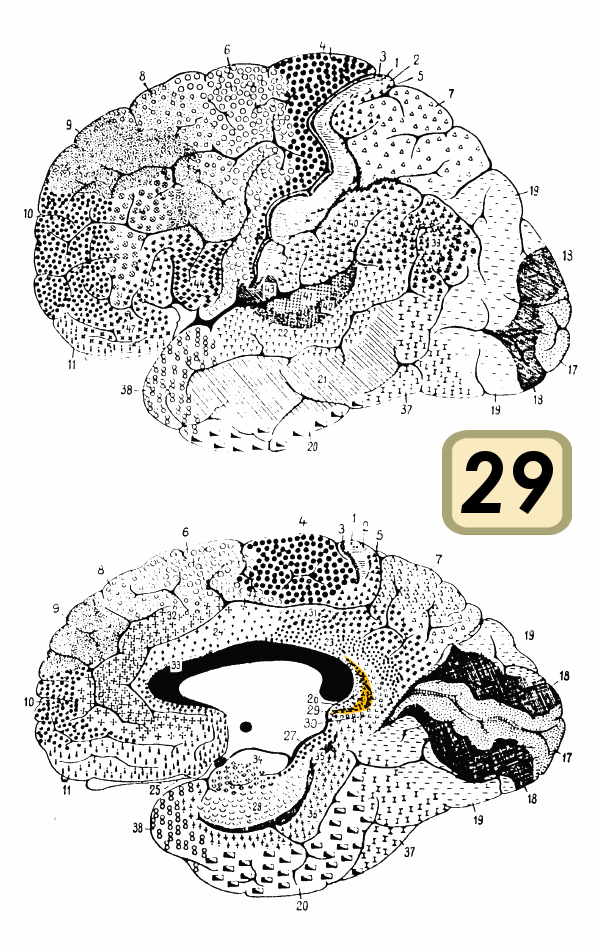
ブロードマンの脳地図における29野。
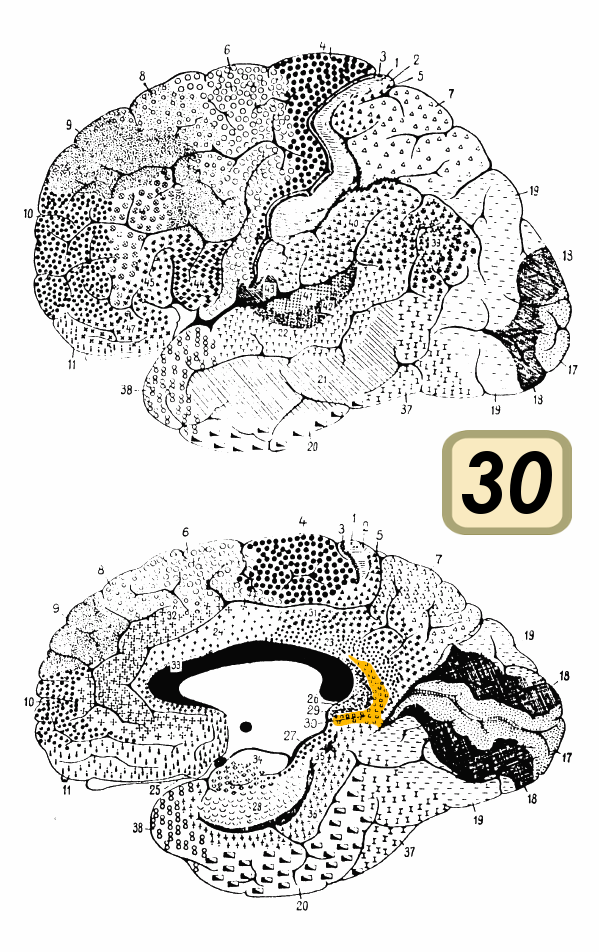
ブロードマンの脳地図における30野。

## 精神外科
かつて精神外科において帯状回を切除するロボトミー術（チングレトミー）が行われていたことがある。現在精神外科は否定されており施術は行われない。